# Dragør (gemeente)
Dragør (uitspraak: Drauweur) is een gemeente in de Deense regio Hoofdstad (Hovedstaden), bestaande uit de plaatsen Dragør en Store Magleby. De gemeente telt 14.288 inwoners (2017).
Dragør is bij de herindeling van 2007 niet samengevoegd maar bleef een zelfstandige gemeente.
De gemeente ligt op het eiland Amager.
In de late middeleeuwen was het stadje een drukbezochte ontmoetingsplaats van Hanzekooplieden uit Engeland, Noord-Duitsland, Nederland en Vlaanderen. De handel van de Noord- en Oostzee kwam hier samen als de massale haringvangst in de Sont plaatsvond tijdens het paringsseizoen. Hanzesteden als Zutphen, Deventer, Harderwijk en Kampen hadden er handelsfactorijen onder bescherming van de Deense koning. Men vindt er in het pittoreske centrum van het stadje straatnamen als Zytfensgade en Deventergade.

## Galerij

Gemeente Dragør. 1=Store Magleby 2=Dragør
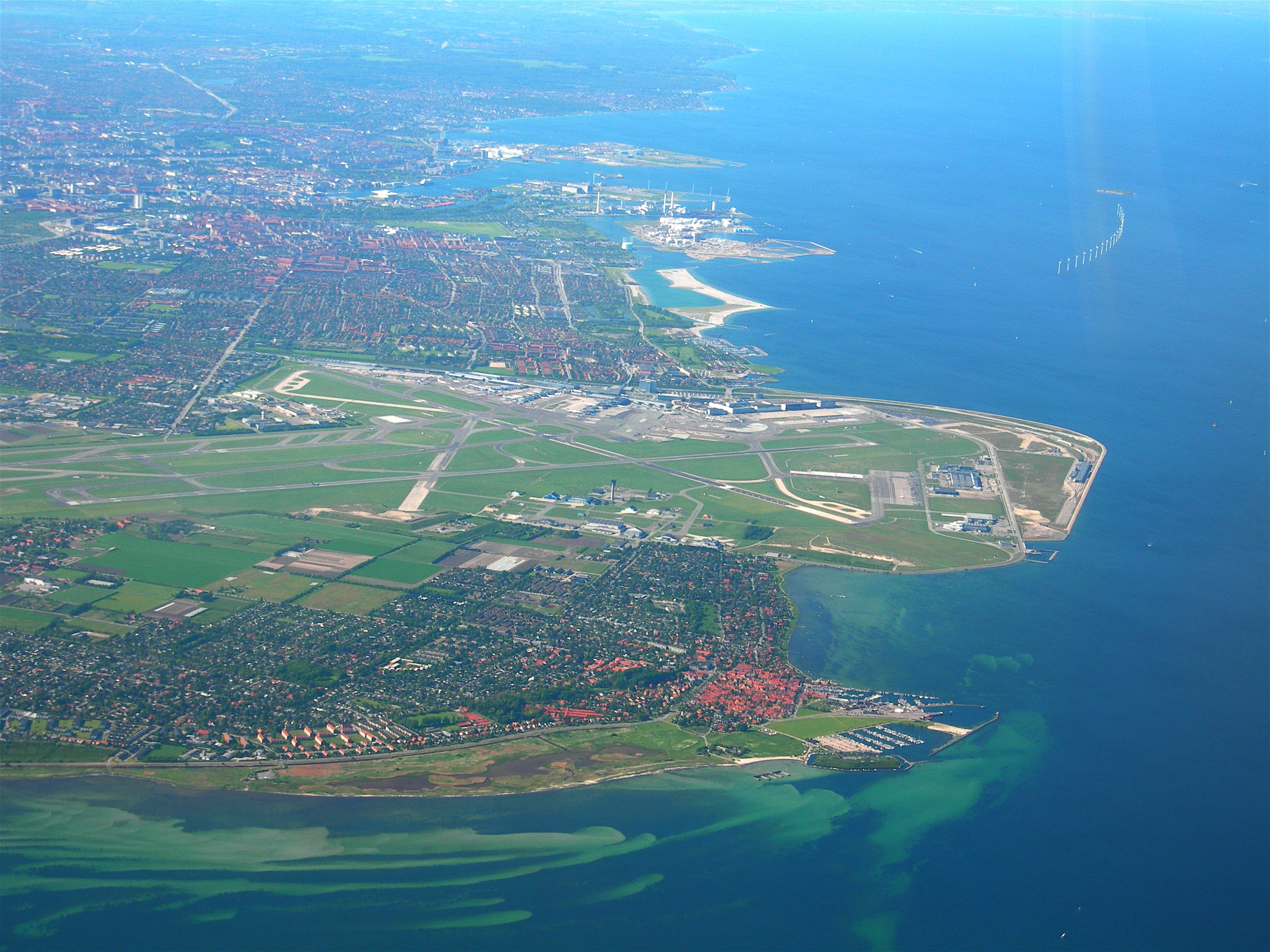
Luchtfoto van Dragør, met de luchthaven van Kopenhagen
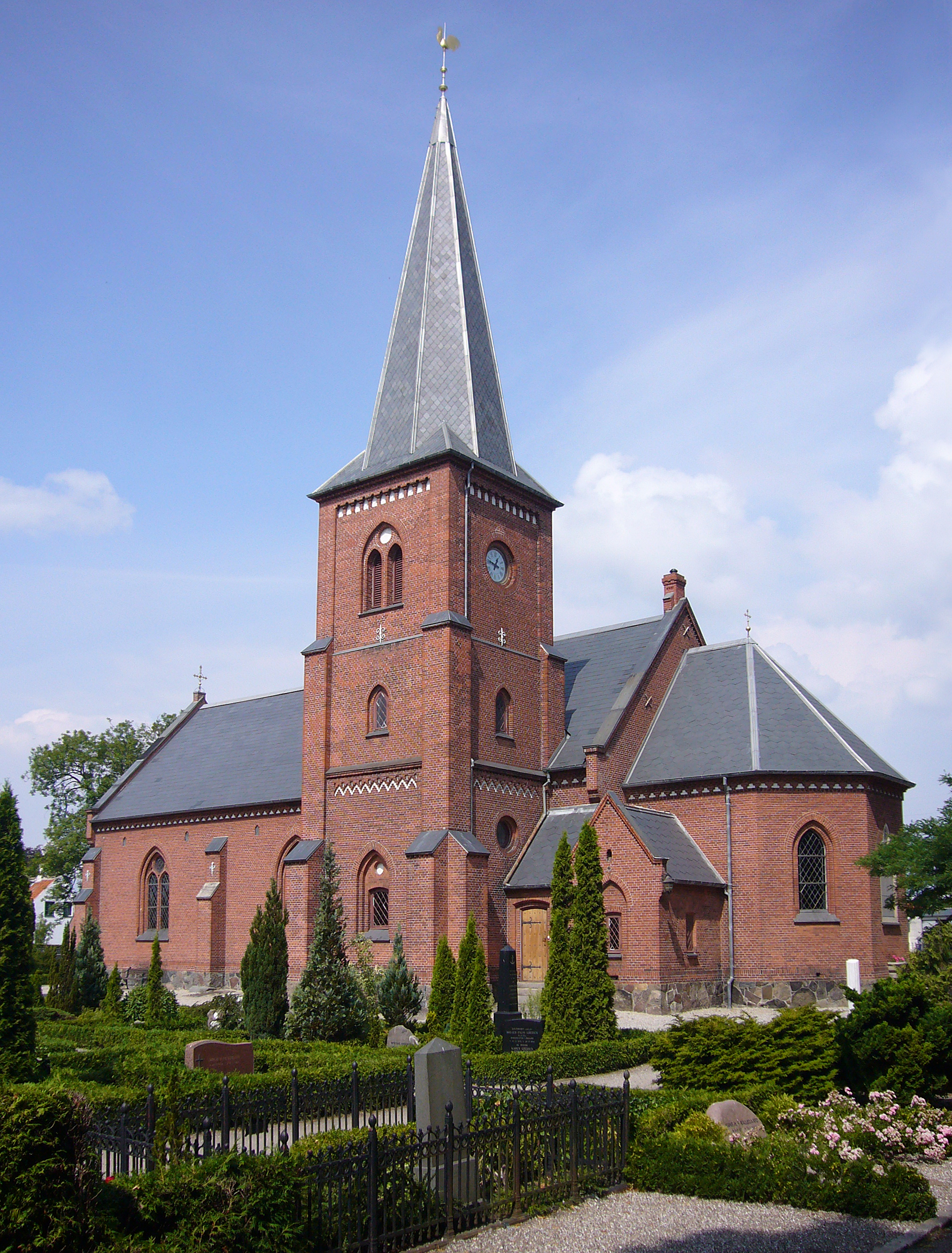
Kerk van Dragør

Albertslund · Allerød · Ballerup · Bornholm · Brøndby · Dragør · Egedal · Fredensborg · Frederiksberg · Frederikssund · Furesø · Gentofte · Gladsaxe · Glostrup · Gribskov · Halsnæs · Helsingør · Herlev · Hillerød · Høje-Taastrup · Hørsholm · Hvidovre · Ishøj · København · Lyngby-Taarbæk · Rødovre · Rudersdal · Tårnby · Vallensbæk
- International Standard Name Identifier: 0000 0004 0378 9158
- MusicBrainz: 581adce1-ce41-499a-b3b5-01cd93b54f2e